# Поточић
Поточић је насељено место града Прокупља у Топличком округу. Према попису из 2022. године било је 359 становник а године   2002. било је 449 становника (према попису из 1991. било је 323 становника). Процене за 2023. годину су 383 становника.
Насеље се налази на магистралном путу Прокупље - Куршумлија удаљено 7,7 км од Прокупља.

## Демографија
У насељу Поточић живи 363 пунолетна становника, а просечна старост становништва износи 43,6 година (41,8 код мушкараца и 45,5 код жена). У насељу има 158 домаћинстава, а просечан број чланова по домаћинству је 2,84.
Ово насеље је великим делом насељено Србима (према попису из 2002. године).
|  |

| Демографија | Демографија | Демографија |
| Година      | Становника  | Становника  |
| ----------- | ----------- | ----------- |
| 1948.       | 569         |             |
| 1953.       | 612         |             |
| 1961.       | 527         |             |
| 1971.       | 554         |             |
| 1981.       | 324         |             |
| 1991.       | 323         | 319         |
| 2002.       | 449         | 458         |

| Етнички састав према попису из 2002.‍ | Етнички састав према попису из 2002.‍ | Етнички састав према попису из 2002.‍ | Етнички састав према попису из 2002.‍ | Етнички састав према попису из 2002.‍ |
| ------------------------------------ | ------------------------------------ | ------------------------------------ | ------------------------------------ | ------------------------------------ |
|                                      |                                      |                                      |                                      |                                      |
| Срби                                 | Срби                                 |                                      | 443                                  | 98,66%                               |
| Црногорци                            | Црногорци                            |                                      | 1                                    | 0,22%                                |
| Македонци                            | Македонци                            |                                      | 1                                    | 0,22%                                |
| Југословени                          | Југословени                          |                                      | 1                                    | 0,22%                                |
| непознато                            | непознато                            |                                      | 3                                    | 0,66%                                |

| Година пописа     | 1948. | 1953. | 1961. | 1971. | 1981. | 1991. | 2002. |
| ----------------- | ----- | ----- | ----- | ----- | ----- | ----- | ----- |
| Број домаћинстава | 96    | 112   | 121   | 146   | 110   | 110   | 158   |

| Број чланова      | 1  | 2  | 3  | 4  | 5  | 6 | 7 | 8 | 9 | 10 и више | Просек |
| ----------------- | -- | -- | -- | -- | -- | - | - | - | - | --------- | ------ |
| Број домаћинстава | 35 | 52 | 21 | 25 | 12 | 7 | 5 | 0 | 0 | 1         | 2,84   |

| Пол    | Укупно | Неожењен/Неудата | Ожењен/Удата | Удовац/Удовица | Разведен/Разведена | Непознато |
| ------ | ------ | ---------------- | ------------ | -------------- | ------------------ | --------- |
| Мушки  | 189    | 47               | 126          | 12             | 3                  | 1         |
| Женски | 193    | 28               | 136          | 25             | 4                  | 0         |
| УКУПНО | 382    | 75               | 262          | 37             | 7                  | 1         |

| Пол    | Укупно                    | Пољопривреда, лов и шумарство | Рибарство                            | Вађење руде и камена | Прерађивачка индустрија       |
| ------ | ------------------------- | ----------------------------- | ------------------------------------ | -------------------- | ----------------------------- |
| Мушки  | 87                        | 16                            | 0                                    | 0                    | 51                            |
| Женски | 32                        | 5                             | 0                                    | 0                    | 14                            |
| УКУПНО | 119                       | 21                            | 0                                    | 0                    | 65                            |
| Пол    | Производња и снабдевање   | Грађевинарство                | Трговина                             | Хотели и ресторани   | Саобраћај, складиштење и везе |
| Мушки  | 0                         | 4                             | 1                                    | 0                    | 3                             |
| Женски | 0                         | 0                             | 0                                    | 0                    | 2                             |
| УКУПНО | 0                         | 4                             | 1                                    | 0                    | 5                             |
| Пол    | Финансијско посредовање   | Некретнине                    | Државна управа и одбрана             | Образовање           | Здравствени и социјални рад   |
| Мушки  | 2                         | 0                             | 5                                    | 1                    | 1                             |
| Женски | 0                         | 0                             | 2                                    | 6                    | 3                             |
| УКУПНО | 2                         | 0                             | 7                                    | 7                    | 4                             |
| Пол    | Остале услужне активности | Приватна домаћинства          | Екстериторијалне организације и тела | Непознато            | Непознато                     |
| Мушки  | 0                         | 0                             | 0                                    | 3                    | 3                             |
| Женски | 0                         | 0                             | 0                                    | 0                    | 0                             |
| УКУПНО | 0                         | 0                             | 0                                    | 3                    | 3                             |

## Галерија
- Кућа поред пута
- Једна кућа
- Кућа са двориштем
- Продавница
- ИГМ Младост